# Tambja
Tambja es un género de moluscos nudibranquios de la familia Polyceridae.

## Diversidad
El Registro Mundial de Especies Marinas reconoce las siguientes especies válidas en el género Tambja:
- Tambja abdere Farmer, 1978
- Tambja affinis (Eliot, 1904)
- Tambja amakusana Baba, 1987
- Tambja amitina (Bergh, 1905)
- Tambja anayana Ortea, 1989
- Tambja blacki Pola, Cervera & Gosliner, 2006
- Tambja brasiliensis Pola, Padula, Gosliner & Cervera, 2014
- Tambja capensis (Bergh, 1907)
- Tambja ceutae Garcia-Gomez & Ortea, 1988
- Tambja crioula Pola, Padula, Gosliner & Cervera, 2014
- Tambja divae (Er. Marcus, 1958)
- Tambja eliora (Er. Marcus & Ev. Marcus, 1967)
- Tambja fantasmalis Ortea & García-Gómez, 1986
- Tambja gabrielae Pola, Cervera & Gosliner, 2005
- Tambja gratiosa (Bergh, 1890)
- Tambja haidari Pola, Cervera & Gosliner, 2006
- Tambja kava Pola, Padula, Gosliner & Cervera, 2014
- Tambja limaciformis (Eliot, 1908)
- Tambja marbellensis Schick & Cervera, 1998
- Tambja mediterranea Domínguez, Pola & Ramón, 2015
- Tambja morosa (Bergh, 1877)
- Tambja mullineri Farmer, 1978
- Tambja oliva K. B. Meyer, 1977
- Tambja olivaria Yonow, 1994
- Tambja sagamiana (Baba, 1955)
- Tambja simplex Ortea & Moro, 1998
- Tambja stegosauriformis Pola, Cervera & Gosliner, 2005
- Tambja tenuilineata M. C. Miller & Haagh, 2005
- Tambja verconis (Basedow & Hedley, 1905)
- Tambja victoriae Pola, Cervera & Gosliner, 2005
- Tambja zulu Pola, Cervera & Gosliner, 2005

- Tambja diaphana  (Bergh, 1877) (nomen dubium)

Especies cuyo nombre ha dejado de ser aceptado por sinonimia:

- Tambja fusca Farmer, 1978 aceptada como Tambja abdere Farmer, 1978
- Tambja kushimotoensis Baba, 1987 aceptada como Tambja morosa (Bergh, 1877)
- Tambja tentaculata Pola, Cervera & Gosliner, 2005 aceptada como Roboastra tentaculata (Pola, Cervera & Gosliner, 2005)

## Galería

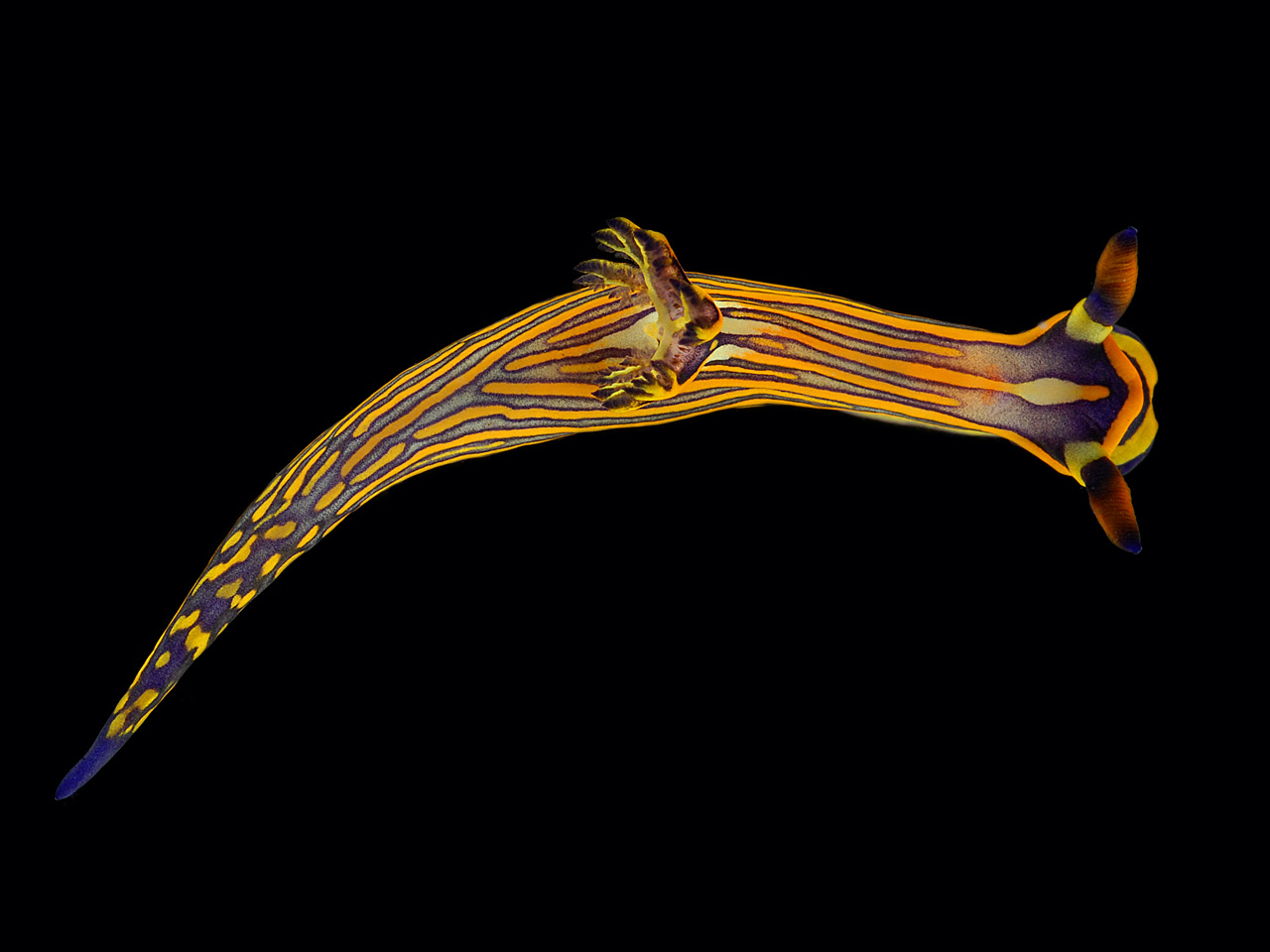
Tambja affinis
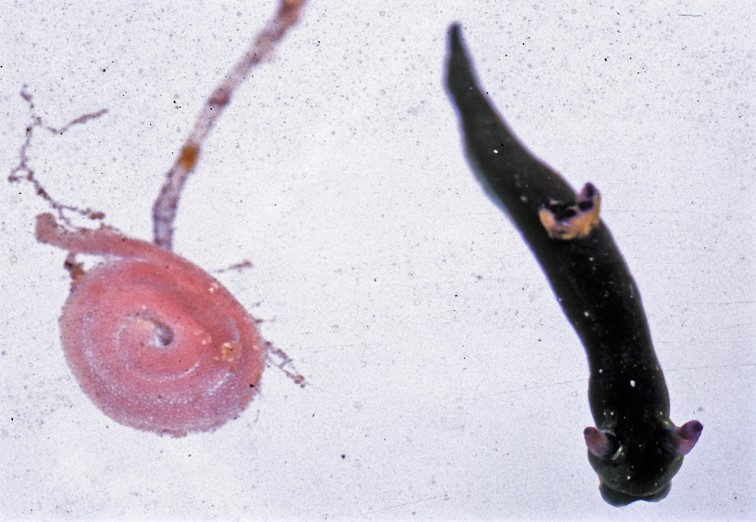
Tambja amakusana
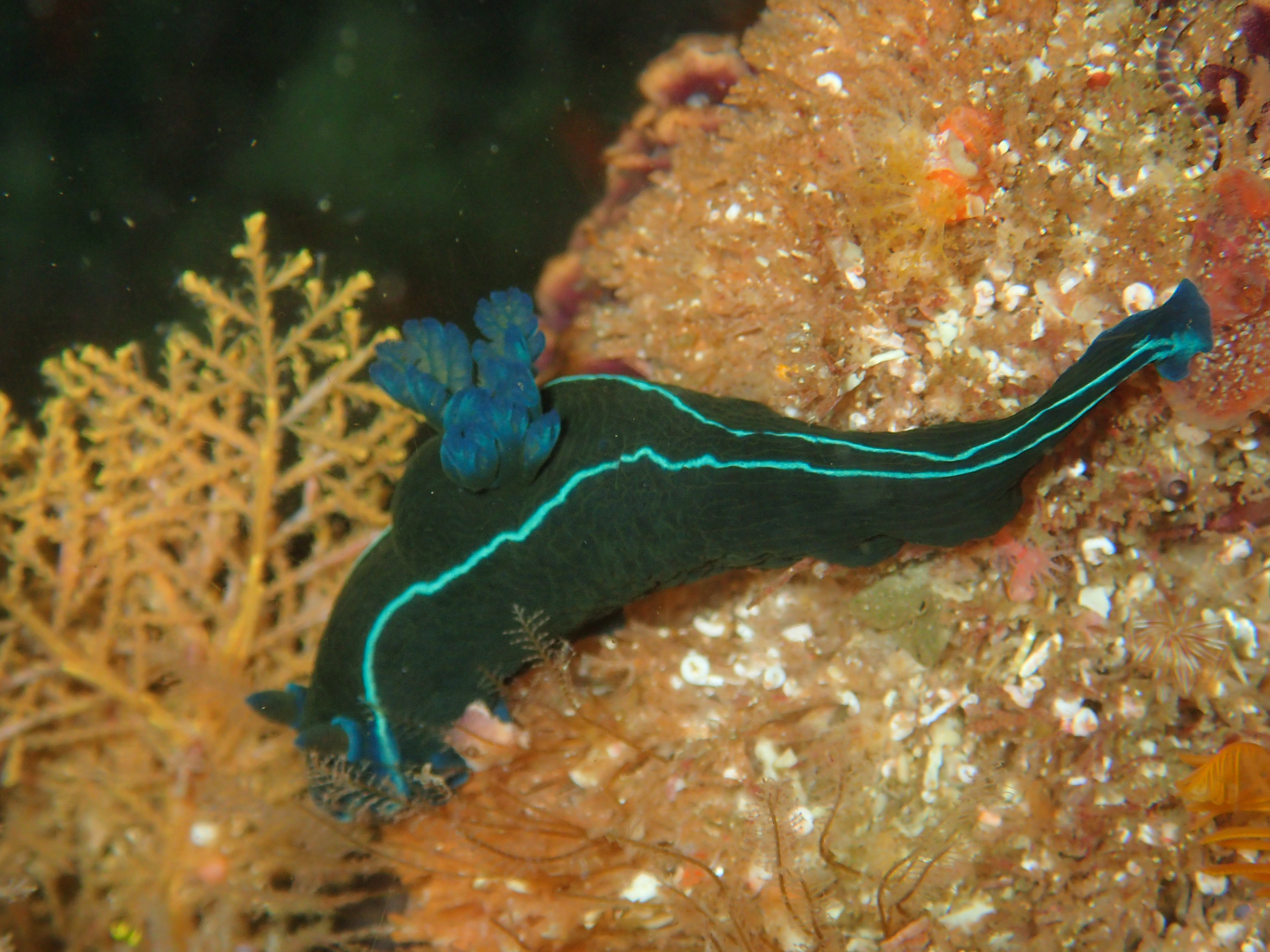
Tambja capensis
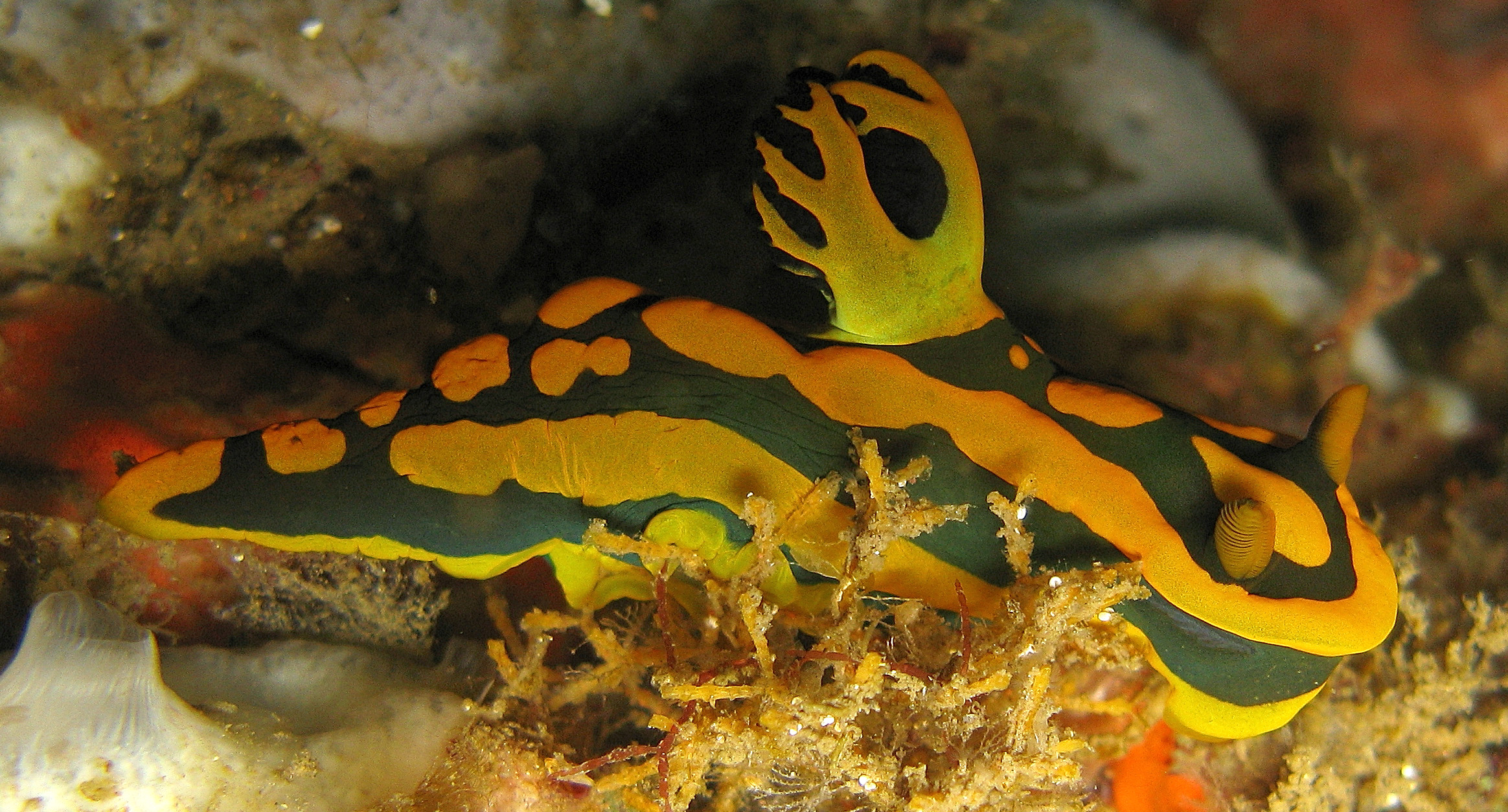
Tambja gabrielae
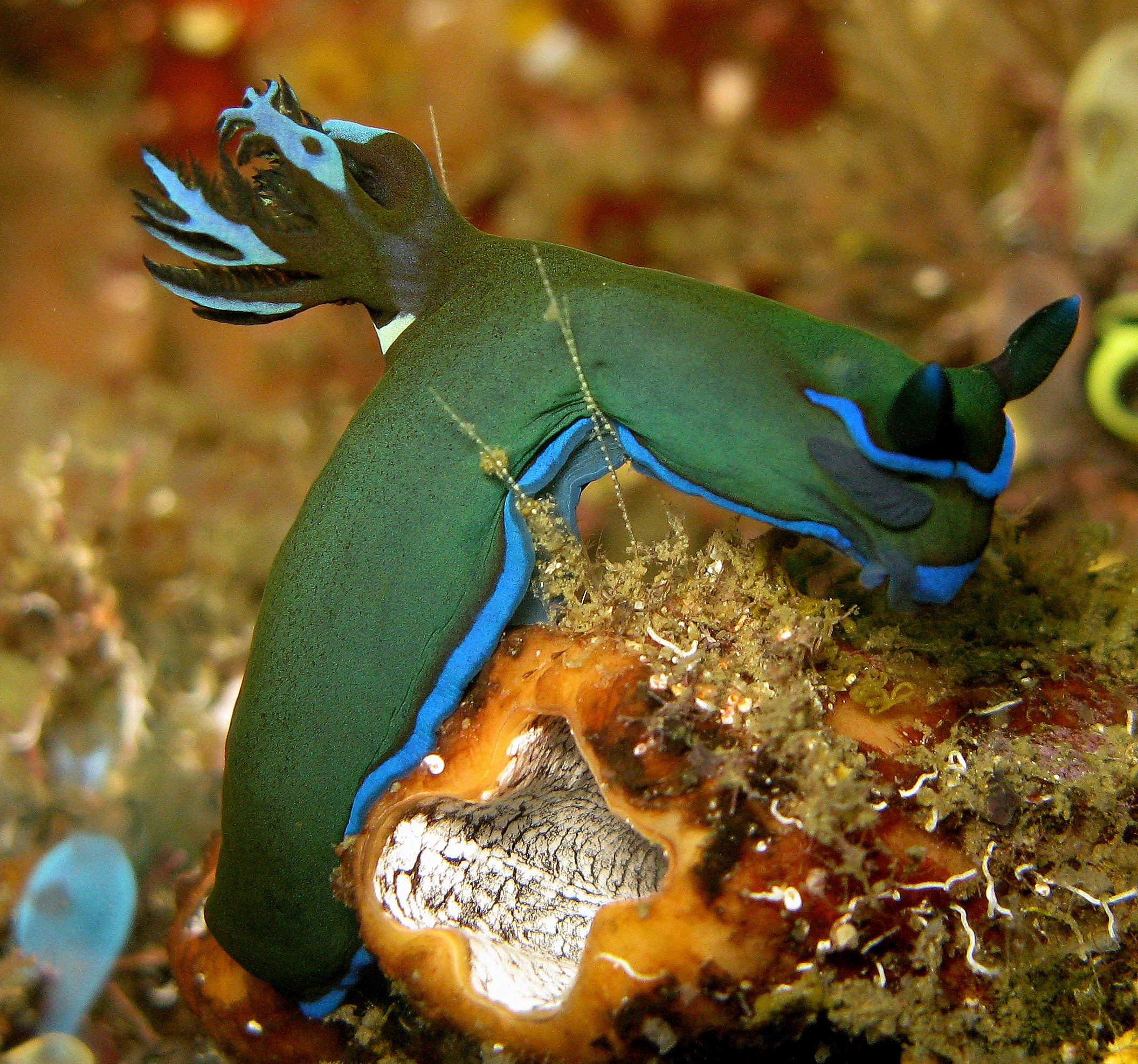
Tambja morosa
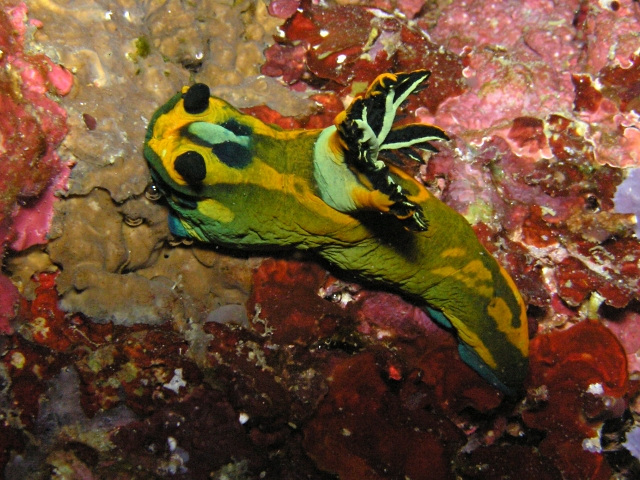
Tambja olivaria
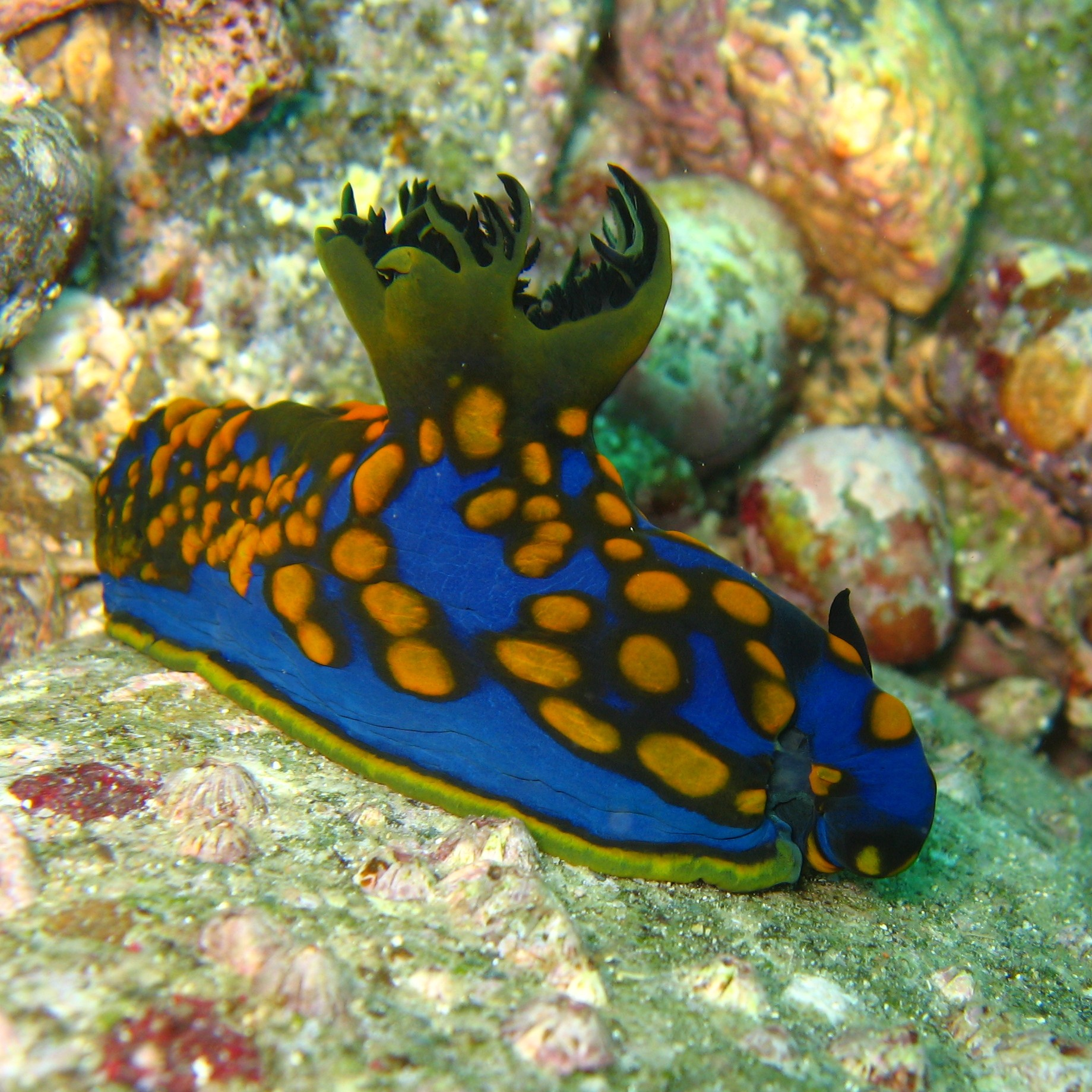
Tambja sagamiana
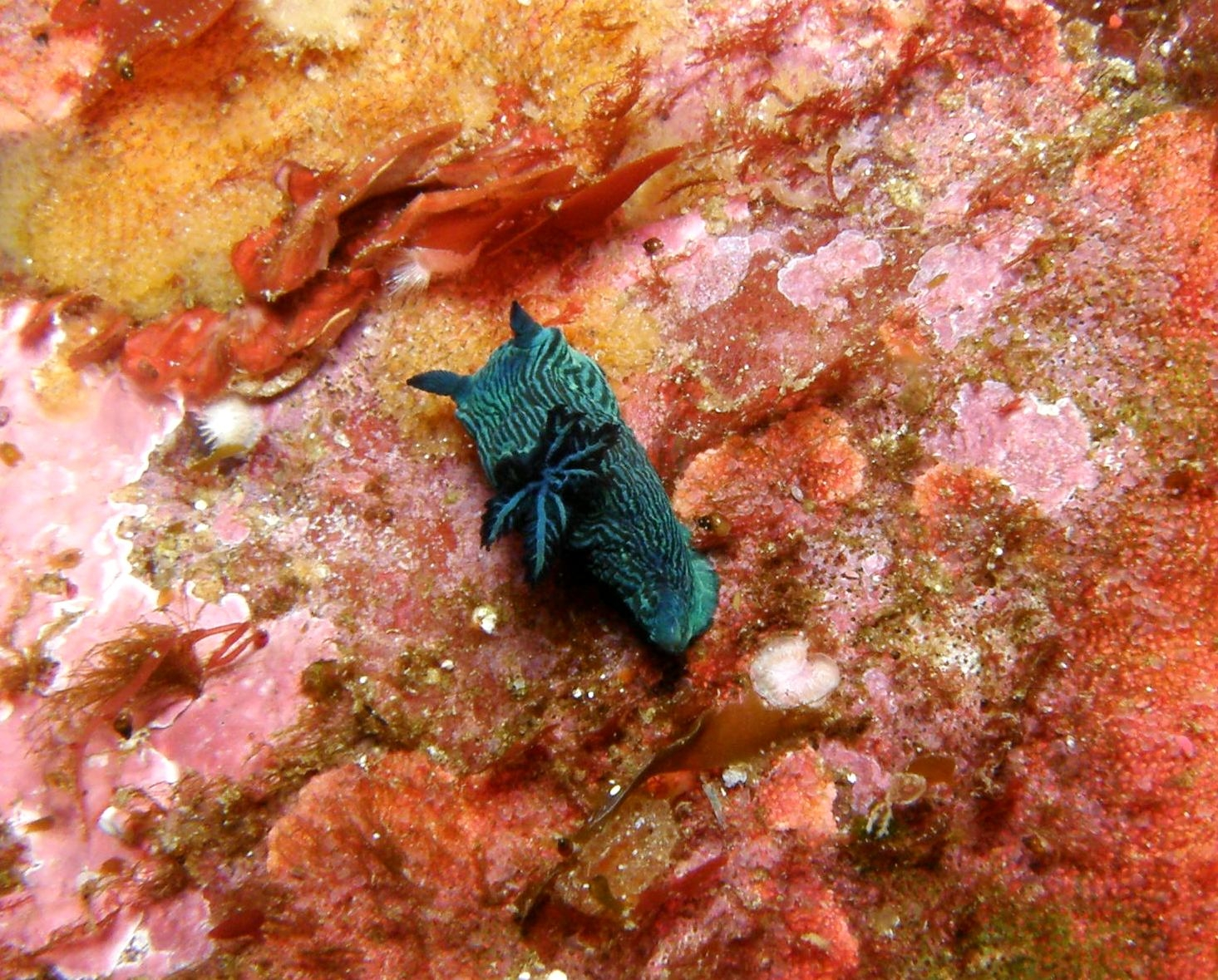
Tambja tenuilineata
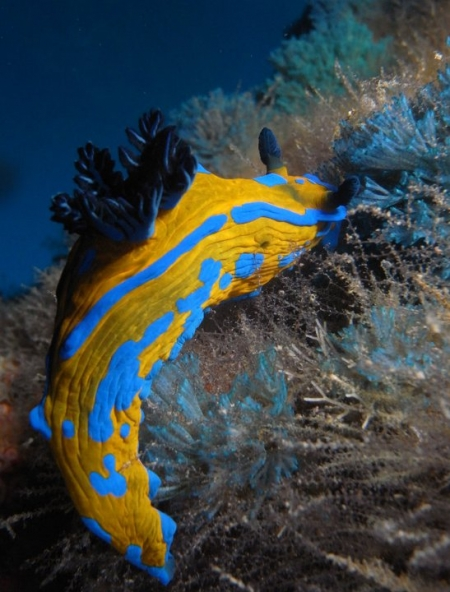
Tambja verconis

## Morfología
El género se caracteriza por tener un velo frontal vestigial; rinóforos sensoriales laminados y retráctiles en fundas; las branquias tienen de 3 a 5 ramas, y situadas alrededor del ano, casi en el centro de la espalda; tienen un fuerte collar labial; la boca tiene dientes raquídeos cuadrangulares o rectangulares, con el margen superior liso o con muescas, y una pequeña glándula prostática.

## Reproducción
Son ovíparos y hermafroditas simultáneos, que cuentan con órganos genitales femeninos y masculinos: receptáculo seminal, bursa copulatrix o vagina, próstata y pene. No obstante, no pueden autofertilizarse, por lo que necesitan copular con otro individuo para ello. La cópula puede ser unidireccional, entre dos individuos, o en grupo, formando cadenas o círculos en las que un mismo individuo ejerce de macho inseminando a otro ejemplar, mientras simultáneamente es inseminado por otro individuo diferente.

## Alimentación
Son predadores carnívoros, alimentándose principalmente de briozoos, como Bugula dentata .

## Hábitat y distribución
Estas pequeñas babosas marinas se distribuyen por los océanos Atlántico, incluido el mar Mediterráneo, Índico y Pacífico.
Habitan aguas templadas y tropicales, en un rango de profundidad entre 0,5 y 49 m.

 Se localizan en fondos arenosos y rocosos, principalmente de arrecifes de coral.